# Shunichi Nakajima
Shunichi Nakajima (født 16. juni 1982) er en tidligere japansk fodboldspiller.
Han har spillet for flere forskellige klubber i sin karriere, herunder Nagoya Grampus Eight og Mito HollyHock.